# Tetylenchus productus
Tetylenchus productus är en rundmaskart. Tetylenchus productus ingår i släktet Tetylenchus och familjen Tylenchidae. Inga underarter finns listade i Catalogue of Life.